# Ratusz w Malborku
Ratusz w Malborku – zabytkowy ratusz w Malborku.

## Historia
Wzniesiony został w latach 1365-1380 w stylu gotyckim, w miejscu wcześniejszej budowli. Rekonstruowany w końcu XV wieku (po zniszczeniach doznanych w latach 1457-1460, w czasie wojny trzynastoletniej) i w 1901 (po pożarze miasta 26 lipca 1899) przez Conrada Steinbrechta. Zbudowany na planie prostokąta, podpiwniczony, dwukondygnacyjny. Ma dwuspadowy dach z dwoma ozdobnymi szczytami i wieżyczkę pośrodku kalenicy. Zniszczony w pożarze z 1899 dach odbudowany został przez Bernharda Schmida, który umieścił na wieżyczce uratowane z pożaru krzyż, kulę i chorągiewkę z datą 1686. W wieżyczce znajdował się ponadto dzwon, który odlano w 1407, a także kapsuła czasu. Na piętrze budynku znajdowały się sale rady i ławy. W posiadających gotyckie sklepienia piwnicach od XIX wieku znajdowała się restauracja „Ratskeller”, z otwartą w 1925 z inicjatywy burmistrza izbą pamięci Paula von Hindenburga. Do 1919 budynek służył potrzebom samorządu miejskiego, a po jego przenosinach do Nowego Ratusza, część pomieszczeń użytkowała policja. Obecnie w ratuszu mieści się Miejski Dom Kultury „Ratusz”. W dolnej kondygnacji otwarte są obszerne podcienia, a w górnej ostrołukowe wnęki z oknami. Mury dekorują blanki, w narożach znajdują się nadwieszone wieżyczki oraz ozdobne szczyty. Na dachu znajduje się neogotycka latarenka.
30 maja 1926 przed ratuszem odsłonięto fontannę Bractwa Strzeleckiego. Brązową figurę strzelca wykonał Walter Rosenberg z Królewca, a kamienny postument miejscowy kamieniarz Hermann Still.

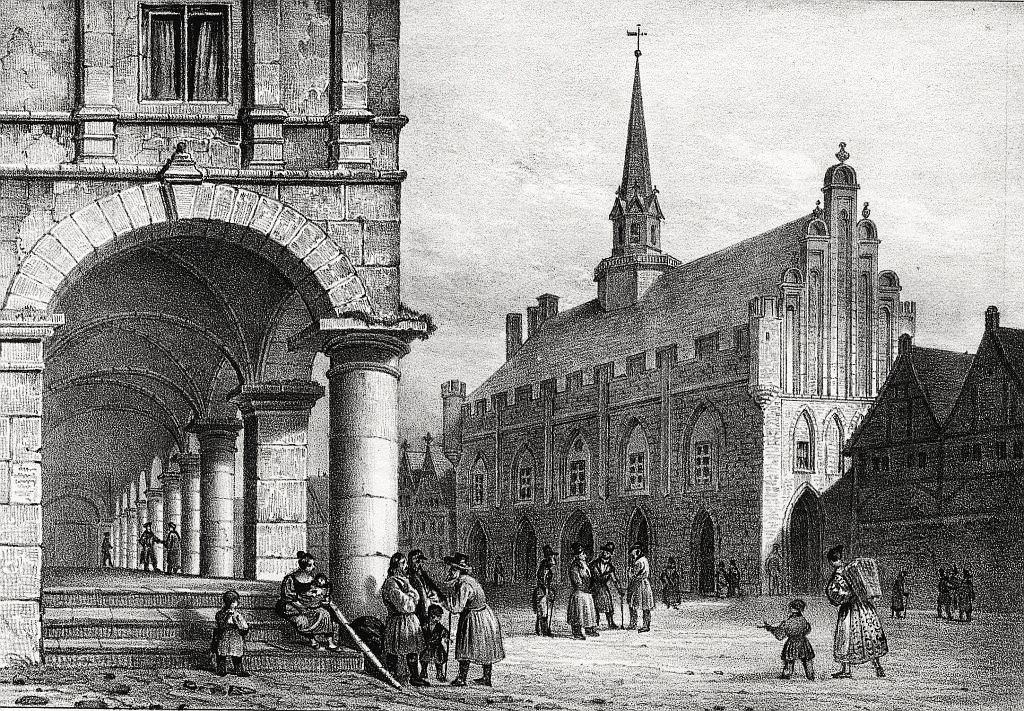
Rynek i ratusz w Malborku na litografii z 1839
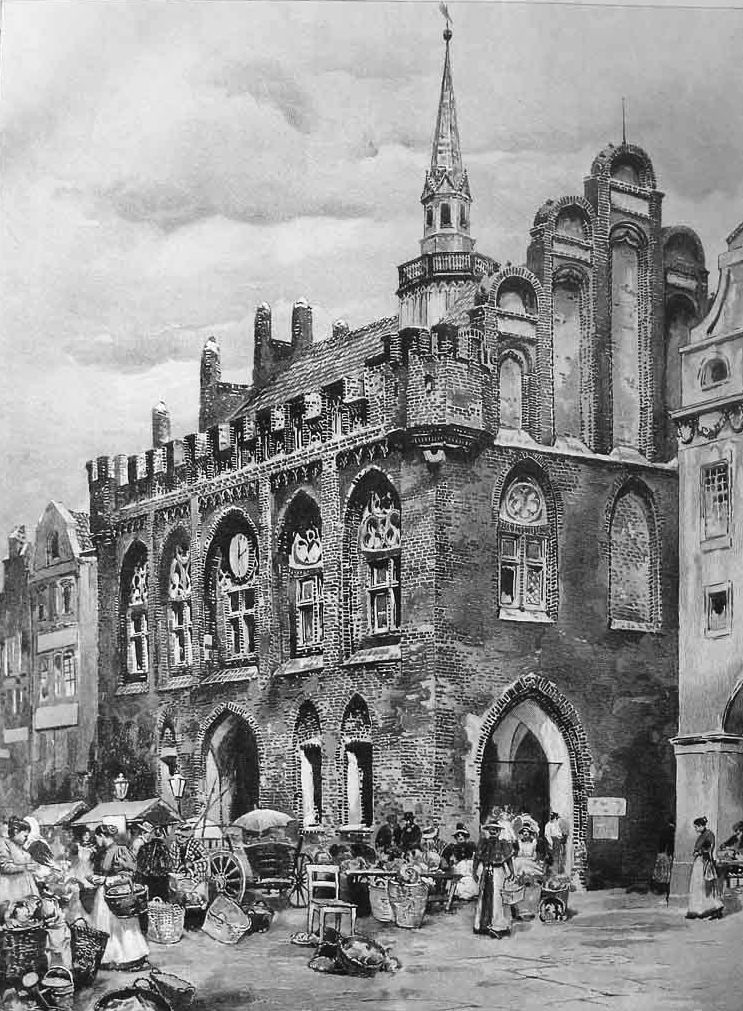
Ratusz w Malborku na drzeworycie z 1903
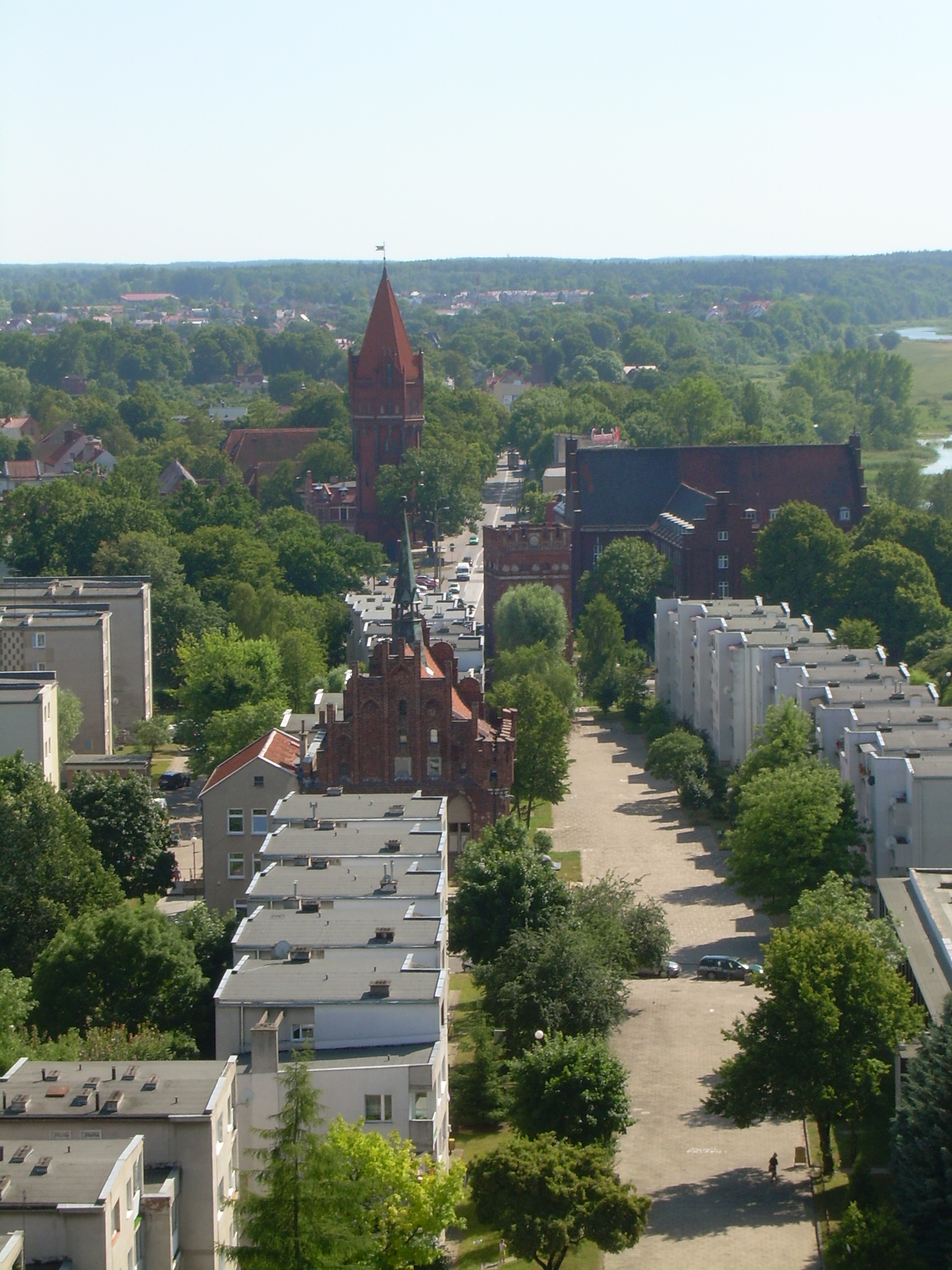
Ratusz obudowany powojennymi blokami, fotografia z 2010

Jedynymi reliktami gotyckiego Starego Miasta w Malborku, oprócz ratusza, pozostały: dwie bramy miejskie (Brama Mariacka i Brama Garncarska), kościół farny, fragmenty murów obronnych i mury Szkoły Łacińskiej.